# Streptocephalus dendyi
Streptocephalus dendyi é uma espécie de crustáceo da família Streptocephalidae.
É endémica da África do Sul. 